# Bispira guinensis
Bispira guinensis är en ringmaskart som först beskrevs av Augener 1918.  Bispira guinensis ingår i släktet Bispira och familjen Sabellidae. Inga underarter finns listade i Catalogue of Life.